# Cisne-branco
O cisne-branco, cisne-mudo ou cisne-vulgar, (Cygnus olor) é uma espécie de cisne nativa da Eurásia. É uma ave não migratória, mas foi introduzida na América do Norte e noutras regiões como animal ornamental de jardins. Pertence à família Anatidae, à qual também pertencem os patos e gansos.

## Taxonomia

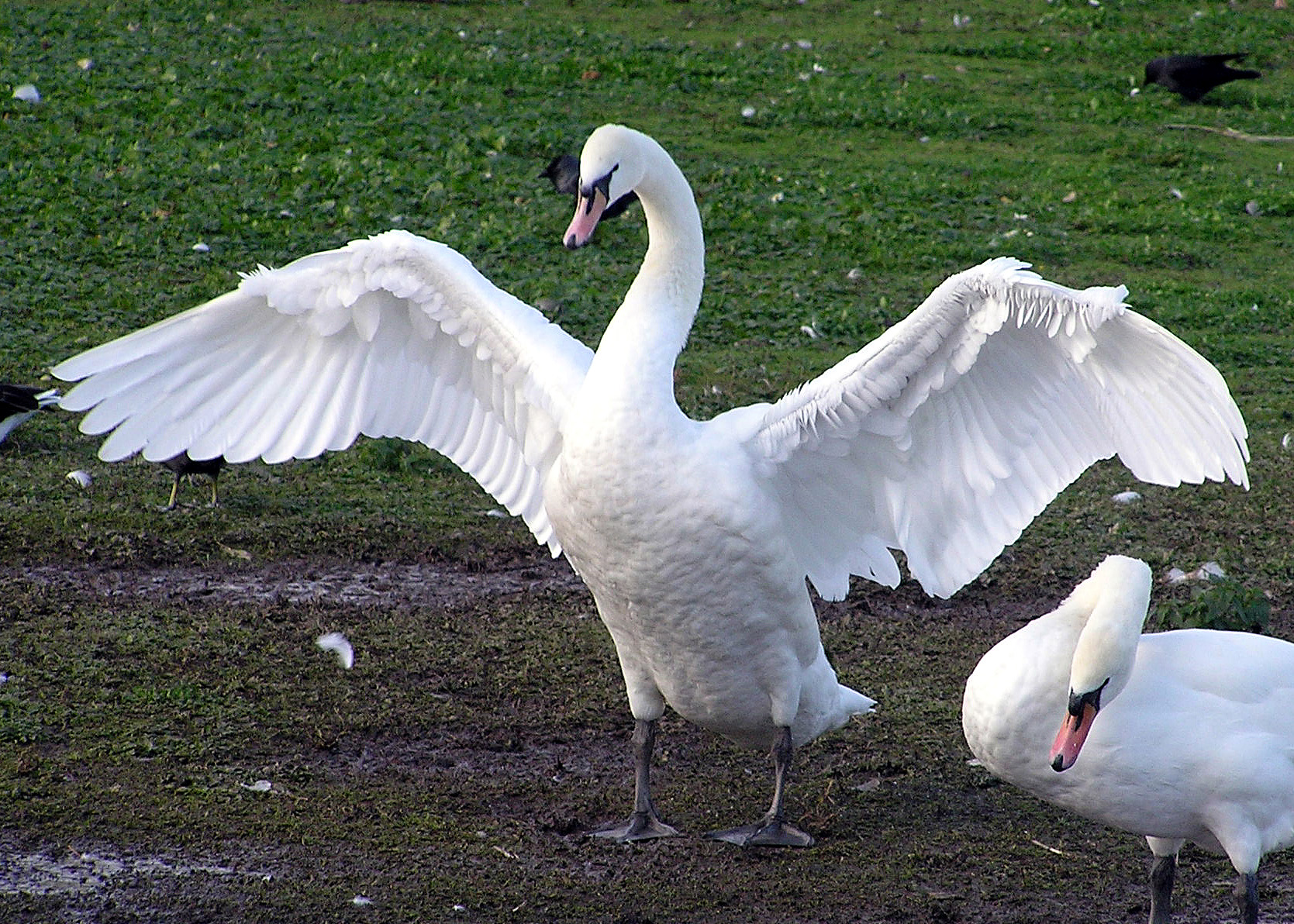
Um cisne-branco com suas asas abertas

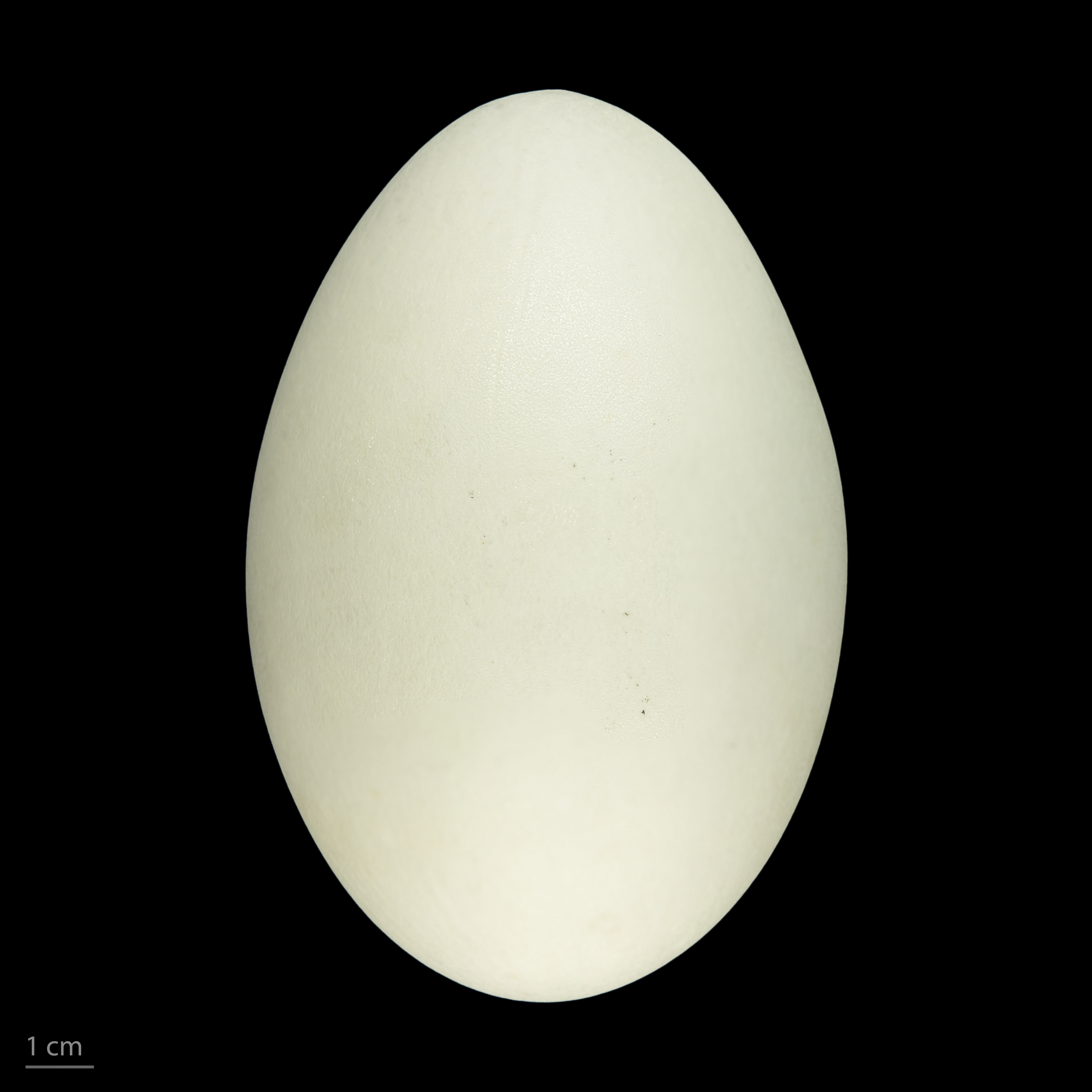
Cygnus olor - MHNT

O cisne-branco foi descrito pela primeira vez pelo naturalista alemão Johann Friedrich Gmelin, em 1789. Tanto Cygnus quanto olor significam "cisne", em grego antigo e latim, respectivamente. No entanto, até a década de 1930 quando a American Ornithologists' Union mudou o seu nome, era conhecido como Sthenelides olor, confundindo a manutenção de registos e pesquisas. Por exemplo, a maior parte dos trabalhos realizados por Howard Hildegard no Museu da Califórnia de História Natural, refere-se ao cisne-branco como Sthenelides olor.

## Evolução
Subfósseis de cisne-branco datam 6000 anos de idade, encontrado na após a era-glacial em turfas nos leitos da Ânglia Oriental, Inglaterra. Também catalogado do leste da Irlanda a Portugal e Itália, e da França, 13000 bp (Desbrosse e Mourer-Chauvire 1972-1973). Fósseis de antepassados de cisne-branco foram encontrados nos Estados Unidos em quatro estados: Califórnia, Arizona, Idaho e Oregon (Howard,H. (1940s-1962), Wilmore, SB (1979), Jefferson, GT (2005)].

## Descrição

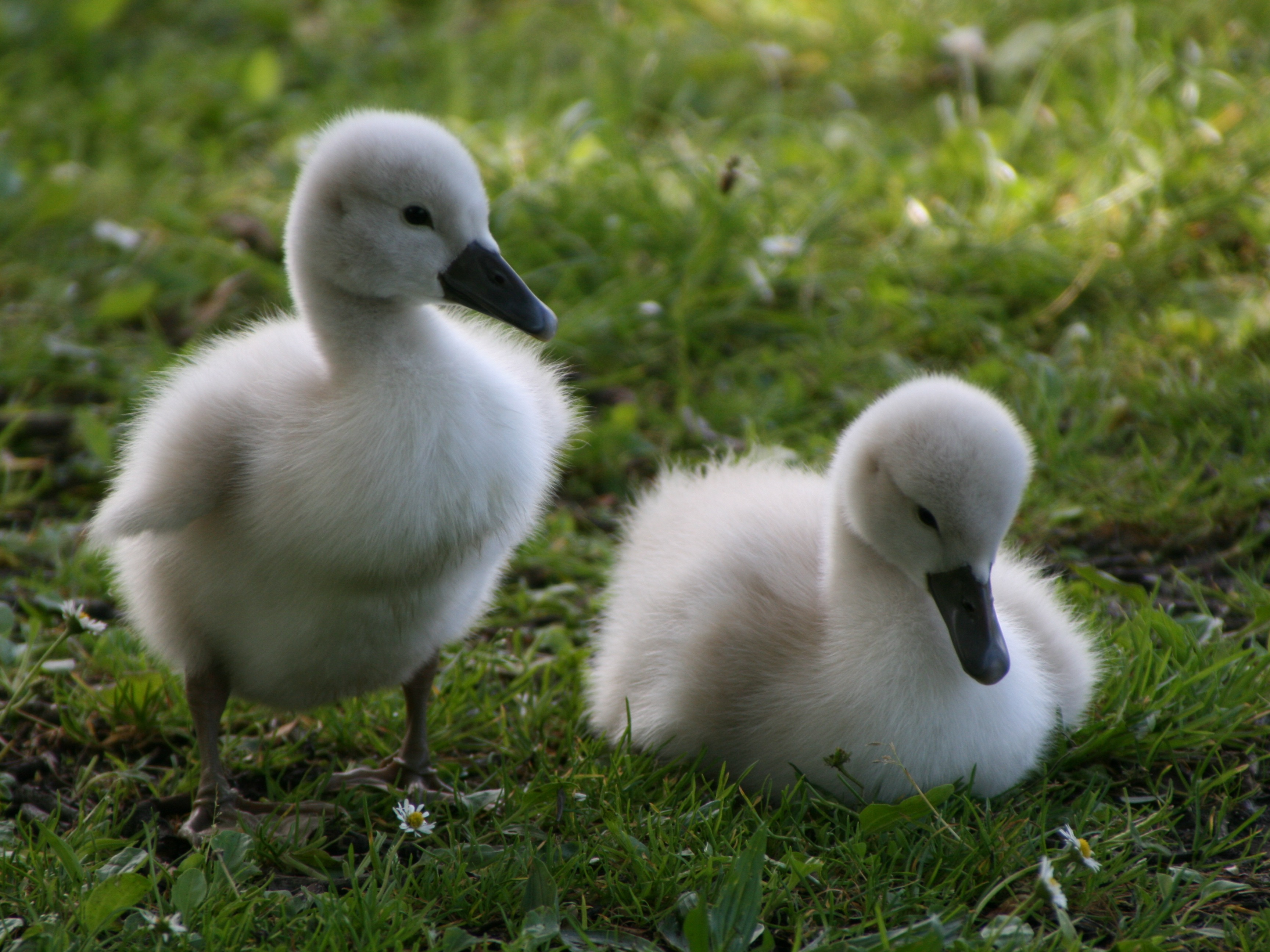
Crias

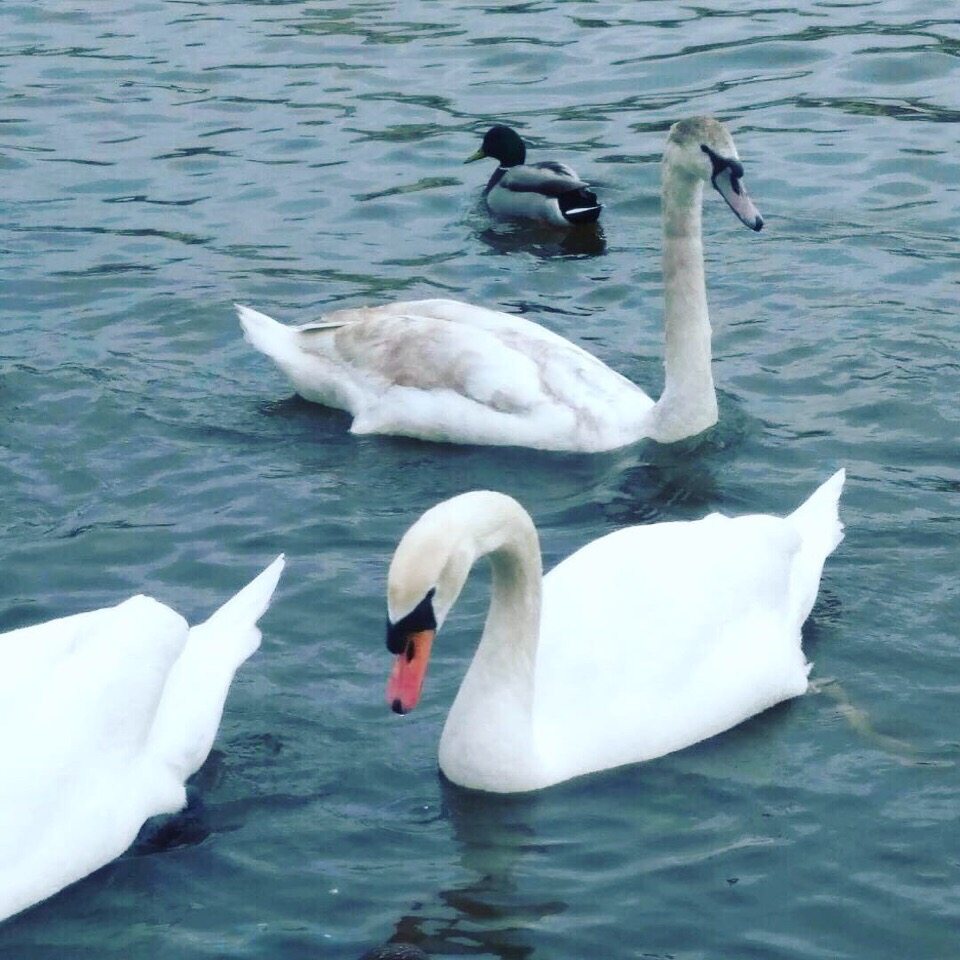
Cisnes mudas no lago Orongoi, Buriácia

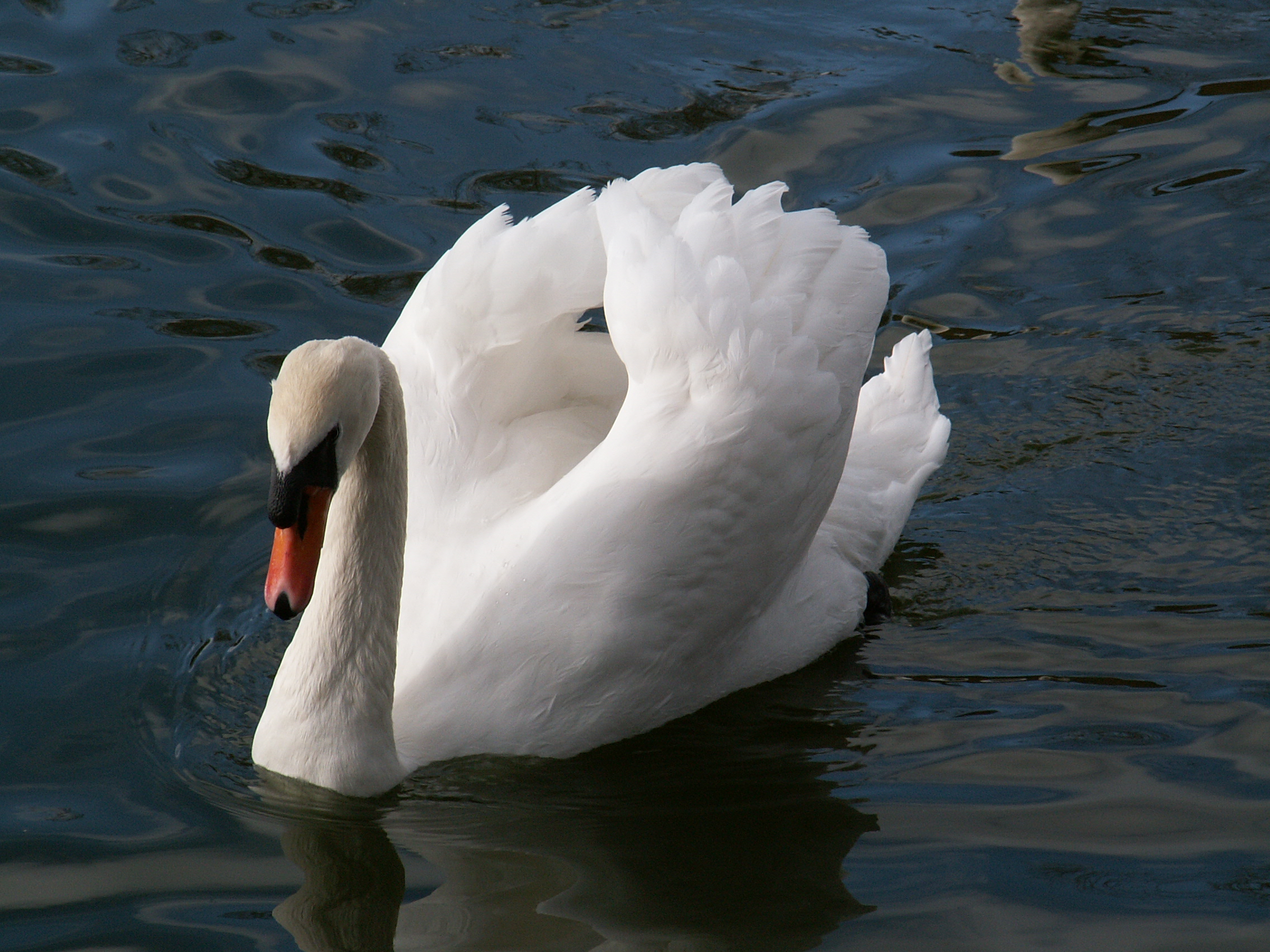
Cisne-branco

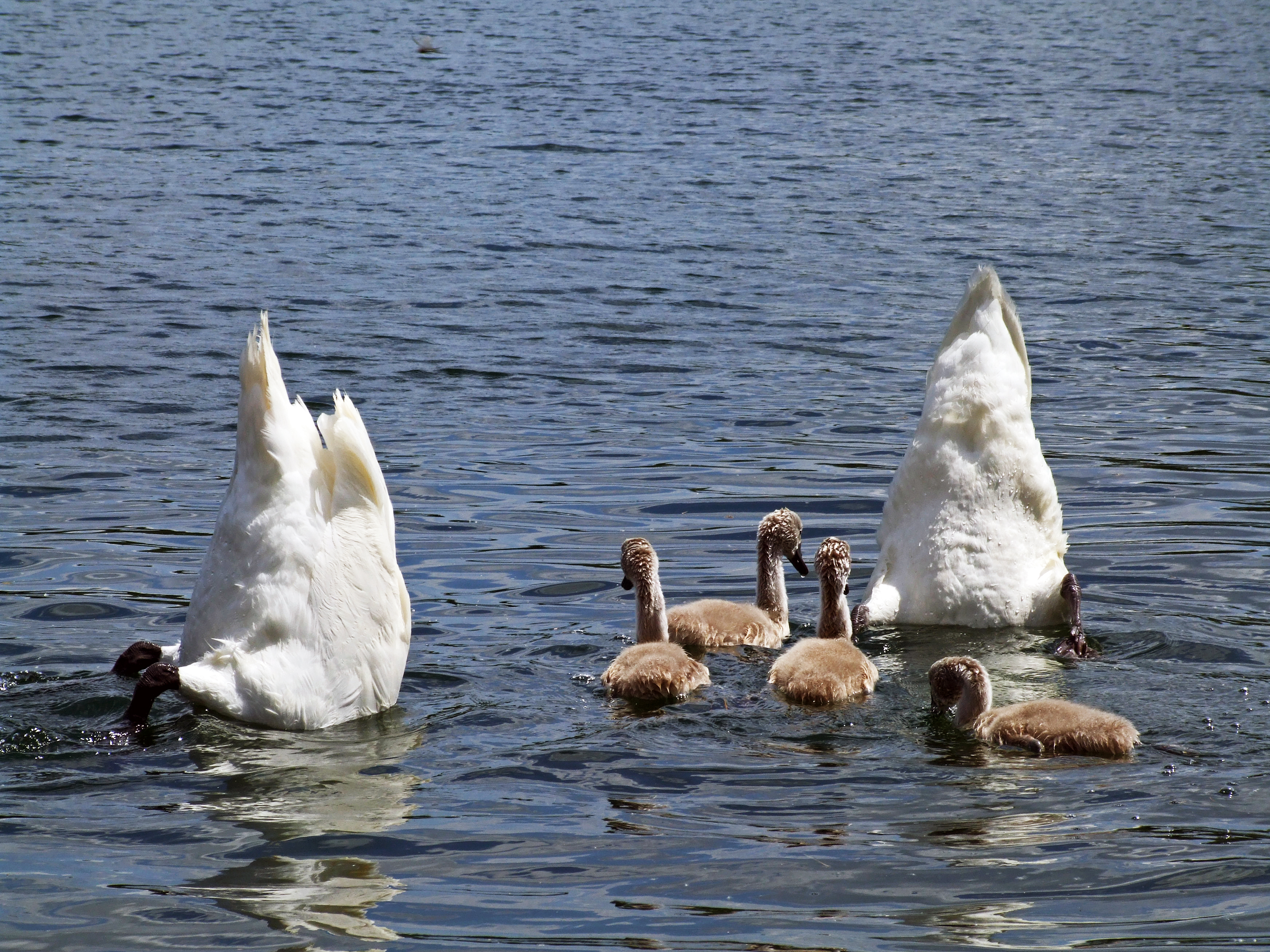
Casal de cisne-branco a comer plantas aquáticas.

Quando adultos, o cisne-branco tem em média entre 125 a 170 cm de altura, com uma longa extensão de asas que variam de 200 a 240 cm. Eles podem repousar até 1.2 m de altura em terra. Os machos são maiores do que as fêmeas.
O cisne-branco é uma das aves que voam mais pesadas, sendo que o macho tem um peso médio de cerca de 12 kg e as fêmeas mais de 8 kg. A maioria das espécies de Cygnus olor é semelhante ao Cygnus cygnus, porém tem bico amarelo e preto, e ausência de um pescoço curvado, é maior e mais pesada, e não tem a característica projeção acima do bico.
Aves jovem, chamada cygnets, não são brancos e brilhantes como os adultos, bem como a seu bico é preto, e não laranja. A cor da faixa estabelece branco puro para um amarelo-claro a cor cinzenta. A cor branca dos cygnets têm um gene leucistic, visto com mais freqüência nos estados norte-centrais dos Estados Unidos e na Polônia.